# Tollywood
Tollywood es el centro de la industria del cine de Bengala Occidental. Tollywood es una palabra contracción de Tollygunge y Hollywood.

## Historia
El fotógrafo Hiralal Sen fundó la Royal Bioscope Company para hacer las películas mudas en Calcuta. El primer largometraje en bengalí fue Billwamangal de Rustomji Dhotiwala. Normalmente en esta época temprana del cine bengalí los hombres hicieron los papeles para mujeres. La primera película sonora fue «Jamai Shashthi» (1931) y el primer largometraje sonoro fue Dena Paona (1931).

De la década de 1950 a los años 1970 el cine de Tollywood produjo algunas de las películas más famosas de la India. Satyajit Ray, ganador de muchos premios internacionales, hizo la Trilogía de Apu (1955-59), Charulata (1964) y Goopy Gyne Bagha Byne (1968).  Ray influyó en los directores Martin Scorsese, James Ivory, Elia Kazan, François Truffaut, Wes Anderson y Danny Boyle.  Los directores Ritwik Ghatak y Mrinal Sen estrenaron las películas premiadas como Ek Din Pratidin (1979) y Meghe Dhaka Tara (1960). En esta época el actor Uttam Kumar y su coprotagonista frecuente Suchitra Sen se conocieron como "la pareja eterna" de Tollywood. El cinematógrafo Subrata Mitra desarrolló la técnica del así llamado «bounce lighting». 

En los años 1980 la mayoría de las películas del cine bengalí fueron películas comerciales. Con excepción del director Ghautam Ghose los cineastas duplicaron el estilo llamativo de Bollywood. El cine artístico resurgió durante la década de 1990 con los directores Aparna Sen y Rituparno Ghosh y en los años 2000 todo el mundo prestó atención a la exitosa película Chokher Bali (2003) con Aishwarya Rai.
Actualmente, Tollywood produce 50 películas por año, más o menos, y tiene una audiencia de unos 340 millones de espectadores.

## Premios
- Bengal Film Journalists' Association Awards
- Anandalok Awards
- Kalakar Awards
- Tellysamman Awards